# James Gillray
James Gillray (1757. – 1815.) je bio engleski grafičar. Neka se njegova djela nalaze u Galeriji starih i novih majstora Gradskog muzeja u Varaždinu. Bio je poznat po produktivnom radu.